# Damos
DaMos (* 9. September 1977; bürgerlich José Federspiel) ist ein Churer Rapper, Produzent und Graffiti- und Videokünstler.

## Biografie
1997 gründete Damos gemeinsam mit Ali de Bengali und Gimma die Bündner Rapformation Oschtblock Kuabuaba. Noch im selben Jahr gewinnt Damos den Graffitipreis Street Emotion. 1999 zeigt er in einer Gruppenausstellung Jungkünstler Exportieren in Chur seine Werke aus den Bereichen Audio, Video, Malerei und Konzeptkunst. 2003 wurde er mit seinem Experimentalfilm Würfelwelt für den Internationalen Medienkunstpreis nominiert, bei welcher er es in die besten 20 schaffte. Das Video beschäftigt sich mit der Invertierung von Bildern, die mit 25 Bildern pro Sekunde (50 Halbbilder) abgewechselt werden. Der Film hat einen hypnotischen Charakter und ist für Epileptiker nicht geeignet. Er besuchte die Hochschule für Gestaltung und Kunst in Luzern im Fachbereich Bildende Kunst. Federspiel ist ausserdem ein gefragter Grafiker von Tonträgern. Zu seinen Klienten gehören unter anderem Marcus Aurelius, Gimma, Breitbild, LIV, die Sampler Bock uf Rock und Bock uf Rap. Im Jahr 2011 erhielt er den Förderpreis des Kantons Graubünden für seine Tätigkeit als Multimediakünstler.

## Diskografie
- 2001: Kaosforschig 1 (EP)
- 2002: Schwarz uf Wies (EP)
- 2003: Rotwelsch
- 2004: Was kann scho eina allei!
- 2005: Kaosforschig 2
- 2008: Push the Envelope
- 2009: I love Rebels (Nur Digital)
- 2011: Mond und Stärna[4]
- 2013: Mosaik (EP)[5]
- 2017: Kaosforschig 3 (Nur Digital)[6]
- 2020: Stranger in the Mirror (Nur Digital)[7]
- 2022: Glichgwicht (Nur Digital)[8][9]
- 2023: Paradies (EP)[10]
- 2024: Raubritter (EP)[10]

## Weitere Veröffentlichungen
- 2010: Geischterfahrer – Samplerbeitrag Bock uf Rock Vol.III (BMMP)
- 2011: Mach dr kai Sorga – Samplerbeitrag Bock uf Rap 1 (BMMP)
- 2013: Dr Club vo da tota Dichter feat. Chris Bluemoon (Auf dem Album Chris Bluemoon – Mondlandig) (BMMP)